# ビリー・エバンス
ウィリアム・ジョージ・エヴァンズ（William George Evans 、1884年2月10日 – 1956年1月23日）はメジャーリーグ野球の米国人審判員で、1906年から1927年にかけてアメリカンリーグに所属した。22歳で最年少メジャーリーグ審判員となり、その後25歳の時にはやはり史上最年少でワールドシリーズの審判を務めた。「ビリー・エヴァンズ」として広く知られ、「男の子審判 (The Boy Umpire)」のニックネームを持つ。
43歳で引退するまで、メジャーリーグ歴代5位にあたる3,319試合の審判を務め、また、球審を1,757試合務めたのはアメリカンリーグで3位、全メジャー審判員の中でも8位にあたる。後年は3つのチームのフロント役員を歴任し、また、サザン・アソシエーション (Southern Association) というマイナーリーグの会長も務めた。
加えて、スポーツに関連する功績として2冊の著書（『Umpiring from the Inside』(1947) および 『Knotty Problems in Baseball』 (1950)） を含む数多くの文章を残したことが挙げられる。1973年には審判員としては3人目の野球殿堂入りを果たした。

## 生い立ち
イリノイ州シカゴで生まれたが、幼少のころに父親（ウェールズ生まれの移民）がカーネギー鉄鋼の工場責任者に任命されたため、家族とともにオハイオ州のヤングスタウンに引っ越した。ヤングスタウンでは家族でウェストミンスター長老派の教会に属し、日曜学校に通った。ユース選手としてYMCAプログラムに参加し、近隣有志による野球チーム、「ヤングスタウン・スパイダーズ」（地元のプロチームであるクリーブランド・スパイダーズのチーム名を借りた）に所属した。ヤングスタウン・ライヤン・スクールでは野球、フットボール、それと陸上トラック競技に頭角を現した。1902年にはコーネル大学に入学し、往年のメジャー遊撃手ヒューイ・ジェニングスが監督を務める新人チームでプレーした。だが2年後に父親が急死、これにより彼の法学研究と野球という大学生活は終了してしまった。オハイオに戻り、ここでヤングスタウン・デイリー・ヴィンディケーターという新聞のスポーツライターの職を得た。高校時代には卒業アルバム、大学時代では大学新聞の編集スタッフ経験があり、文章を書く能力に長けていたことが当該紙の地域版編集長サム･ライトに評価されたものだった。ライトは、エヴァンズのスポーツ選手としての経験が記事の内容をより深いものにすることを期待した。
1900年代初め、ヤングスタウン・オハイオ・ワークスとペンシルバニア州ホームステッドから遠征してきたチームの対戦を取材した際、地元クラブの監督で元メジャーリーガーであるマーティー・ホーガンから、審判が足りないのでやってくれないかと頼まれた。恋人とのデートに忙しかったので「当初は興味を示さなかったが、1週間で15ドルの報酬が得られると知り翻意した」。15ドルの報酬はスポーツライターの週給と同じだった。
エヴァンズの審判としての能力は、当時オハイオ＝ペンシルバニアリーグの会長だったチャーリー・モートンの目を引き、フルタイムのリーグ審判の職がオファーされた。エヴァンズはスポーツライターを続けるという条件付きでこれを承諾した。1906年には、ヤングスタウン出身で元メジャーリーガーであるジミー・マクアリアがエヴァンズを見て感服し、その素晴らしさをアメリカンリーグ会長であるバン・ジョンソンに報告・推薦した。これによりクラスCディヴィジョンのマイナーリーグチーム審判にすぎなかったエヴァンズは一足飛びでメジャーリーグに移ることとなった。年俸2,400ドルにプラスしてボーナス600ドルを提示され、「世界中にあるお金を全部貰ったような気になった」と語ったという。

## メジャーリーグ審判員として
22歳というメジャーリーグ史上最も若い審判となったエヴァンズは、それ以前にプロ審判としての経験がほとんど無いという非常に珍しい存在だった。また、当時としてはプロ野球選手経験の全くない唯一の審判員でもあった。ニューヨークシティのハイランダーズ・パークで審判デビューして以降、ワールドシリーズの審判も6度（1909年、1912年、1915年、1917年、1919年、1923年）務めた。この当時、メジャーリーグの試合でも審判員は2名（時には1名のこともあった）というのが普通だった。1907年には8日間でダブルヘッダーを7試合にわたり一人で審判をすることもあった。1922年4月30日にチャーリー・ロバートソンが完全試合を達成した際の球審でもあった。
他の多くの審判員とは異なり、エヴァンズは自分の判定に誤りはないなどとは決して言わなかった。むしろ、「たくさんの間違いを犯した。判定を下すまさにその瞬間には、それが正しいかどうかを心の中で疑ったことなどはない。だがその1、2秒後には間違いに気づき、撤回したくなるのだ」と発言したことすらある。しかし彼のこの謙遜と公平さではファンからの暴力を防ぎきれないこともあった。スポーツライターであるダニエル・オクレントとスティーブ・ウルフは「グラウンド内（の選手）が粗暴だと、スタンド（の観客）も同様に粗暴になるようだ」と指摘している。1907年9月15日のセントルイス・ブラウンズとデトロイト・タイガースのダブルヘッダーでは、第1試合終了後に怒ったファン（17歳の少年）がガラスビンを投げ込み、エヴァンズは頭蓋骨骨折を負い気絶した。ニューヨークタイムズはこの事件を、「これまで野球場で目撃したなかでも最も恥ずべき光景の一つ」と表現した。
アメリカンリーグに在籍した20年以上にわたり、改革者として知られた。「塁上のプレーを判定するには塁に向かって走り、いつでも走者と野手の両方が見えるようにする」新しい審判法を提唱し、このやり方はメジャーリーグの審判員の基本となった。将来、審判に対する要求はさらに厳しいものとなっていくことを予測し、正式な審判トレーニング法の確立を強く提唱した。さらに、昔と同じように険悪な雰囲気となったゲームにあっても、戦争をするのではなく外交をするように、身体的暴力の脅威なく仲裁者としてゲームをコントロールする事ができることを証明した。

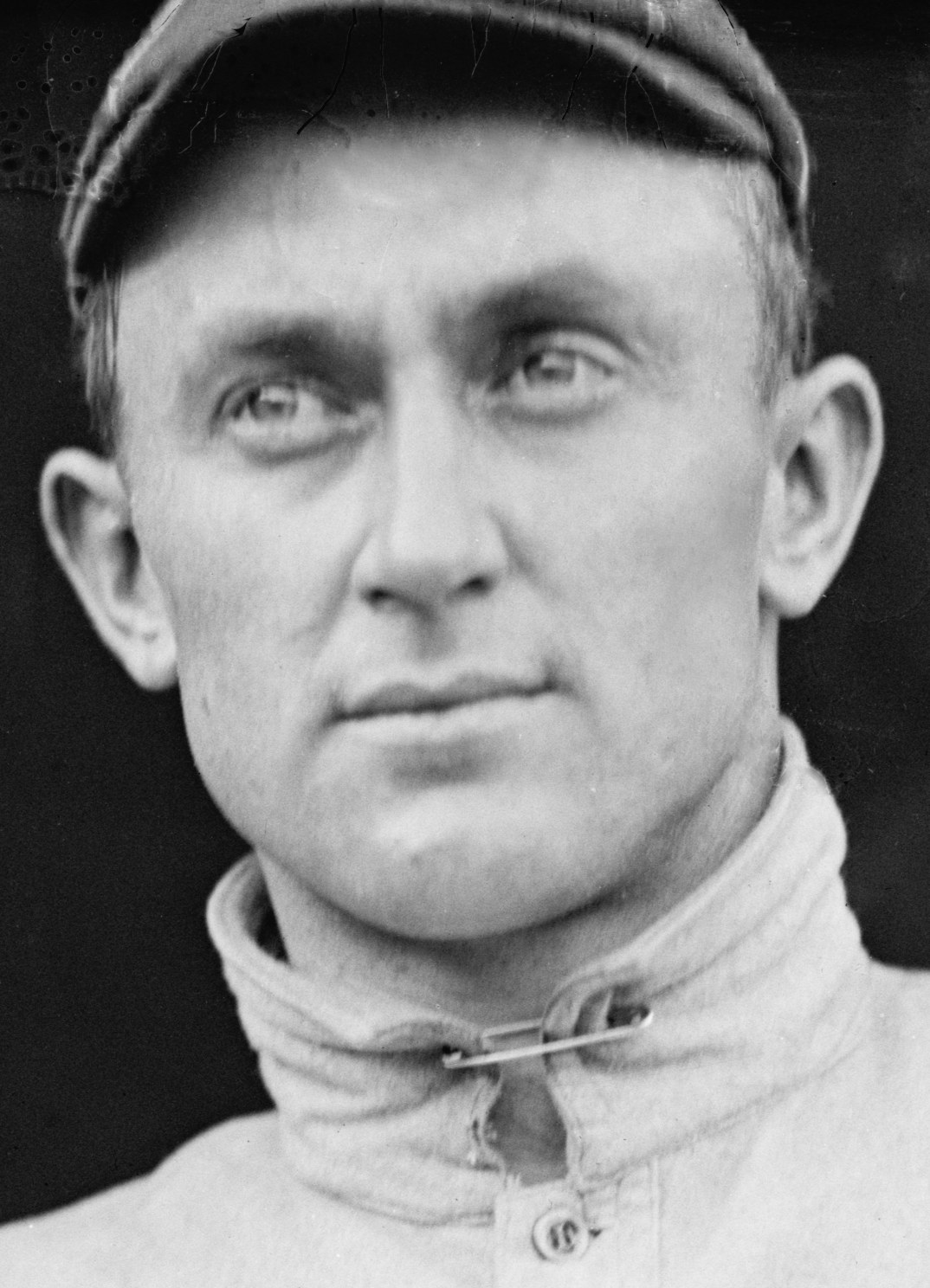
タイ・カッブ

エヴァンズは身体的脅威、つまり暴力で脅された時に「引き下がる」ことをしなかった。1921年9月、エヴァンズは彼の判定に文句を言ったタイ・カッブと流血を伴う殴り合いをしたことがある。野球史家のデイビッド・アンダーソンによれば、カッブがホームベース上でエヴァンズを突き飛ばして脅かした（これでカッブは即座に退場・出場停止）のがトラブルの発端となった。エヴァンズはカッブに試合後審判更衣室に来るように言って、両チームの選手らが見物する中で殴り合いのけんかをした。見物していた何人かによると、デトロイトタイガースの選手たちの多くはエヴァンズを応援していたという。この喧嘩の後、カッブは1日の出場停止処分となり、エヴァンズは数ゲームにわたり包帯を巻いたまま審判をした。両人とも喧嘩に先立ってこのことはリーグ当局には報告しないと約束し合っていたが、結局はリーグ会長であるバン・ジョンソンの耳に達してしまった。スポーツライターのオクレントとウルフによれば、ジョンソンはこのニュースを聞き、いつもは見せることのないユーモアを交えて、「私も見たかったよ」と語り、一切の追及をしなかった。
審判員としてのキャリアのほかに、スポーツライターとしても熱心に仕事をした。1918年から1928年にかけて “Newspaper Enterprise Association” のスポーツ編集長を務めながら「ビリー・エヴァンズの一言 (Billy Evans Says)」というタイトルのスポーツコラムを執筆し、全国の地方紙に配信した 。有名なスポーツライターであるジミー・パワーズやジョー・ウィリアムズもスタッフとして参加した。

## 野球役員としてのキャリア
1927年シーズンを最後に審判員を引退し、クリーブランド・インディアンスのゼネラルマネージャとして、当時でも破格な年俸30,000ドルで就任した。野球史家ビル・ジェームズによれば、メジャーリーグの球団フロント役員として「ゼネラルマネージャ」という役職で公式に呼ばれた初めての例であるという。エヴァンズの就任でインディアンスはセカンドディビジョンからファーストディビジョンに昇格した。ゼネラルマネージャ職でその後8年間過ごしたが、1935年に表向きは球団の資金難によりチームを離れた。噂では本当の退任理由として、インディアンスの監督であったウォルター・ジョンソンが三塁手ウィリー・カムを出場させないことや、捕手のグレン・マイアットを他チームに放出したことなどに関して意見が折り合わなかったことによる確執も挙げられている。伝えられるところによれば、エヴァンズが「イエスマン」にはなりたくないと述べたことに対してジョンソンが不服従だとして告発したのだという。エヴァンズはすぐにボストンレッドソックスのチーフスカウト兼ファームシステム責任者の職を見つけたが、1940年の10月8日にエヴァンズの反対にもかかわらずチームがピー・ウィー・リースをブルックリン・ドジャーズに金銭でトレードしたため辞職した。
1941年にはクリーブランドに戻り、フットボールチームであるクリーブランド・ラムズ（ロサンゼルス・ラムズの前身）のゼネラルマネージャに就任した。チームの成績は振るわなかったが、興行的には成功しチームの収入増に貢献した。だが翌年の契約更新で決裂し、しばらくは執筆活動に専念した後、1942年の12月3日にサザン・アソシエーションという野球マイナーリーグの会長に就任した。
リーグ会長としての4年間、他の多くのリーグが第二次世界大戦の影響で解散した中で初年度だけで30万人の観客を集めた。1944年に一時落ち込んだが翌年には観客数100万人を達成した。
1946年12月16日にはデトロイト・タイガースのゼネラルマネージャ職のオファーを受け入れた。そして就任早々に「老齢化」と噂される機会が増していたハンク・グリーンバーグをピッツバーグパイレーツに金銭でトレードに出すというドラマチックな出来事を演出した。その後の4年間のうち、ニューヨークヤンキースに次ぐリーグ2位を2度記録したが、1951年に低迷し、元タイガースの名物選手であるチャーリー・ゲーリンジャーにゼネラルマネージャ職を譲って退任した。

## 私生活
自宅のあるクリーブランドを長い間離れていたが、良き夫であり父親として知られていた。1908年にヘイゼル・ボールドウィンと結婚しロジャーという子供を一人もうけた。ロジャーはマイアミのラジオ局のスポーツディレクターになった。家族の絆を大切にし、死んだのもマイアミの息子を訪ねた時だった。
成功してもヤングスタウン時代の友人らと親しく付き合った。エヴァンズの死後、高校のクラスメートだったE. Allen Lightner は、「ヤングスタウンの高校時代から高潔で素晴らしい性格だった」、「審判を引退した直後に会話したのが最後だが、そのあとエヴァンズとタイガース元監督レッド・ロルフが一緒に写っている写真にサインをして送ってくれた」と語った。

## 晩年
1952年にミシガン州モンローで交通事故に遭い、非公式だが役職からは引退していた。回復後は健康を保っていたが1956年1月21日、息子のもとを訪れていたときに脳卒中の発作を起こし、その二日後に死亡した。71歳だった。葬儀はクリーブランドで行われ、遺体はオハイオ州メイフィールドハイツのクノールウッド墓所に埋葬された。

## レガシー
エヴァンズの成した野球への貢献は広く認められている。1973年には、審判員としては3人目の野球殿堂入りを果たした。審判員として絶えず高いプロ意識を持ち、また、審判員を養成する公式機関設立の主唱者としてたゆまぬ活動を続けたことが授賞理由となった。皮肉なことに、デビッド・アンダーソンの見方は、「もしデッドボール時代に現代の審判学校が存在していたら」、エヴァンズがメジャーリーグの審判員に抜擢されるチャンスはなかっただろう、というものだ。エヴァンズが主張していた良い審判員の要件というのは現代にあっても全く同じに通用するものだからだ。「よく見ること。精神的および肉体的両面で勇気を持つこと。ルールを知り尽くすこと。より高いフェアプレイ精神、常識、それに交渉力を持つこと。復讐心を完全に捨て去ること。自分自身の能力に自信を持つこと」

## 在職中の出来事
- 1900年代頃はまだ判定に不服なファンなどから物が投げられたりすることが多かった。1906年9月10日のタイガース対ホワイトソックスの試合は1点差で9回のホワイトソックスの攻撃、先頭のジョージ・デイヴィスが出塁を狙ってバントを仕掛けた。成功したかに見えたバントにエバンスはアウトの判定を下す。途端に観客席からはシャワーのように飲み物のボトルが飛んできたという。

- 1914年4月14日のポロ・グラウンズでの試合のこと。この試合は序盤に前年のチャンピオンだったアスレチックスをヤンキースが圧倒、初回に4点を取り、2回にも追加点のチャンスに走者ジェフ・スウィーニーが三塁を廻る。しかしそこでスウィーニーは突然エバンスにアウトを宣告される。三塁コーチに立っていたフランク・チャンスが、スウィーニーの走塁を手伝ったのがその理由だった。この『肉体的援助』のルールは、この年初めて適用されたばかりだった。